# Contea di Zhushan
La contea di Zhushan (竹山县S, Zhúshān XiànP) è una contea della Cina, situata nella provincia di Hubei e amministrata dalla prefettura di Shiyan.